# Siegburg (Film)
Siegburg (Originaltitel: Stoic) ist ein kanadisches Filmdrama aus dem Jahr 2009, beruhend auf einer wahren Begebenheit. Regie führte Uwe Boll.

## Handlung
Die vier jungen Kriminellen Harry, Jack, Peter und Mitch vertreiben sich die Zeit in ihrer Gefängniszelle mit Kartenspielen, wobei der leicht labile Mitch aus Langeweile vorschlägt, der Verlierer der nächsten Runde solle eine Tube Zahnpasta essen. Nachdem er bisher nahezu jede Partie gewonnen hatte, ist es diesmal jedoch Mitch selbst, der die Runde verliert. Da er sich jedoch weigert die Wette einzulösen, wird er von den anderen geschlagen und mit Gewalt dazu gebracht. Doch auch danach lassen sie nicht mehr von ihm ab und zwingen ihn u. a. Salzwasser und Urin zu trinken, sein Erbrochenes zu essen und den Toilettenrand abzulecken. Zudem wird er vergewaltigt, mit einem Besenstiel anal penetriert und beinahe im WC ertränkt. Nach stundenlangen Folterungen und Misshandlungen beschließen sie, den inzwischen traumatisch wirkenden Mitch zu hängen, um einen Suizid vorzutäuschen. Sie glauben, damit die Tat zu vertuschen und wegen des tragischen Selbstmordes ihres Freundes frühzeitig aus der Haft entlassen zu werden. Während sie Mitch noch eine letzte Zigarette gewähren, muss dieser sich selbst eine Schlinge aus einem Bettlaken um den Hals legen und sich auf einen Kübel stellen, der dann weggetreten wird, woraufhin Mitch nach kurzem Todeskampf stirbt. Anschließend täuschen sie eine Panik vor, alarmieren das Wachpersonal und können es anfangs von einem unbemerkten Suizid ihres Zellenkollegen überzeugen. Am Ende des Filmes werden die vier Häftlinge näher vorgestellt, und man erfährt, aus welchen Gründen sie im Gefängnis gelandet sind und zu welch hohen Zusatzstrafen die drei Täter aufgrund des Mordes später noch verurteilt wurden.

## Hintergrund
Das Drama ist eine Verfilmung eines Foltermordes in der Justizvollzugsanstalt Siegburg, der sich in der Nacht zum 12. November 2006 in der Zelle 104 der Justizvollzugsanstalt Siegburg ereignete. Drei junge Strafgefangene verprügelten, erniedrigten, misshandelten und folterten ihren 20-jährigen Zellengenossen Hermann H. mehr als zwölf Stunden lang, bis dieser seinen Peinigern gehorchte und sich an seiner Erhängung beteiligte. Erst bei der Obduktion der Leiche kam die Wahrheit ans Licht. Der Haupttäter Pascal I. wurde zu 15 Jahren Freiheitsstrafe verurteilt. Danny K., der als Ideengeber der Folterorgie galt, wurde zur höchstmöglichen Jugendstrafe von zehn Jahren Freiheitsstrafe verurteilt. Ralf A. erhielt für seine Beteiligung am Foltermord eine Haftstrafe von 14 Jahren.

## Rezeption
Nach diversen von der Kritik verspotteten Videospielverfilmungen versuchte sich Boll hier an der Verfilmung einer Tragödie, die auf wahren Begebenheiten beruht. Da der Film Direct-to-DVD veröffentlicht wurde, also nicht in Kinos zu sehen war, wurde er im Vergleich zu anderen seiner Filme kaum besprochen. Die Urteile auf deutschen Filmportalen fielen unterschiedlich aus. Einige bezeichneten den Film als bisher bestes Werk von Uwe Boll, andere lehnten ihn ab. Auf dem Filmportal Internet Movie Database erhielt der Film die schwache Bewertung von 5,1/10 Sternen (Stand Februar 2025).

„‚Siegburg‘ ist das konzeptlose Manifest eines verhohlenen Menschenfeindes. Das Martyrium von Mitchs realem Vorbild als Blaupause für einen gewaltgeilen Exzess zu missbrauchen, ist bereits hinreichend respektlos. Die amateurhaft via Handkamera gefilmte und willkürlich geschnittene Tortur dann aber noch als authentisch-psychologisches Kammerspiel auszustellen, bedingt einen neuen Tiefpunkt im an Totalausfällen reichen Schaffen Uwe Bolls[.]“